# Ключевка (Сосновский район)
Ключевка — деревня в Сосновском районе Челябинской области. Входит в состав Долгодеревенского сельского поселения.

## География
Деревня расположена на берегу реки Зюзелги. Расстояние до районного центра села Долгодеревенского 5 км.

## Население
| 2002 | 2010 |
| ---- | ---- |
| 496  | ↗502 |

По данным Всероссийской переписи, в 2010 году численность населения деревни составляла 502 человека (231 мужчина и 271 женщина).
Проживают русские, башкиры.

## Улицы
Уличная сеть деревни состоит из 6 улиц и 4 переулков.